# История Калмыкии
История Калмыкии — это история Республики Калмыкия, а также существовавших ранее на данной территории других государственных и административно-территориальных образований и иных человеческих общностей. История Калмыкии неразрывно связана с историей Монголии, Юга России, Поволжья и историей калмыков.

## Калмыкия до появления калмыков
Территория Калмыкии в древности была заселена представителями многочисленных племён и народов.
К эпохе неолита относятся стоянки по склонам Беровских бугров, в районе села Зензелии, Яста-Худук, Джангар (5-е тысячелетие до н. э.) в центральной части Сарпинской низменности.
Мужской череп из могильника Джангар относится к эпохе энеолита.
К эпохе бронзового века относится стоянка Сухая Термиста I ямной культуры.
Для двух представителей катакомбной культуры эпохи средней бронзы (XXV—XXIII века до н. э.) из курганов Ергенинской курганной группы близ посёлка Ергенинский анализ STR Y-хромосомы показал, что обе особи принадлежали к Y-хромосомной гаплогруппе R1b-M343. Анализ вариации митохондриальной ДНК показал, что образец K2P1 имел митохондриальную гаплогруппу H, а образец К4P5 — митохондриальную гаплогруппу N.
По захоронениям в лолинских могильниках получила название посткатакомбная лолинская культура В лолинской культуре основное положение скелетов — скорченно на левом боку. Для захоронений культурного круга Лола характерны погребения в сидячем положении.
Последовательно на территории Волго-Донского междуречья друг друга сменяли практически все народы степной полосы Восточной Европы: киммерийцы, скифы, сарматы, гунны, печенеги, половцы.
Территория современной Калмыкии была центром одного из ранних государственных образований Восточной Европы — Хазарского каганата, оказавшего глубокое влияние на историю Восточной Европы и Западной Азии.
В XIII веке вся территория Калмыкии оказалась под властью Золотой Орды, после распада которой здесь кочевали ногайские татары.

## Появление калмыков
После распада Империи Чингисхана предки калмыков — ойраты, оказались в составе монгольской династии Юань. После китайского восстания и образования династии Мин (1368) на оставшейся под контролем монголов территории Северная Юань образовалось Ойратское ханство (1399—1634), которое охватывало степи между озерами Балхаш и Байкал. Во второй половине XVI века ойратские племена (торгуты, хошуты, дербеты) начали продвижение из Западной Монголии в степи Казахстана и юга Западной Сибири. Падение Сибирского ханства (1598) открыло для ойратов степи Западной Сибири, на которые уже претендовала Россия.
В 1604 году торгутский Хо-Урлюк кочевал в верховьях Иртыша. В 1606 году в Барабинской степи произошло первое боевое столкновение торгутов с русскими: был опустошен Тарский округ. В 1608 году послы Хо-Урлюка прибыли в Тару для переговоров с русскими властями. 14 февраля 1608 года калмыцкие послы были приняты в Москве царём Василием Шуйским.
В 1609 году ойраты (калмыки, колмацкие люди) при тайше Хо-Урлюке в районе Тары (Омская область) заключили союз с российским правительством Василия Шуйского. События того года отмечаются как «добровольное вхождение в состав России». Тогда ойраты кочевали в бассейне рек Ишим, Иртыш и Тобол (Барабинская степь). Однако степи Нижнего Поволжья, где тогда кочевали ногайцы их привлекали еще больше. Заручившись поддержкой России ойраты изгнали ногайцев к 1633 году из Нижнего Поволжья и заложили основы современной Калмыкии. С тех пор на протяжении всего XVII века калмыцкие орды кочевали преимущественно в междуречье Волги и Урала до границ Самары. Однако вражда с ногайцами приводила калмыков на Северный Кавказ (Кавказский поход калмыков 1644 года) и на Кубань (где ногайцы перешли под покровительство крымских ханов).
Калмыки появились на Дону не позже 1655 года, где они приняли участие в Русско-польской войне на стороне России, воюя сначала против ногайцев и крымских татар, а затем и против самой польской армии (Битва под Белой Церковью 1665 года).

## Калмыцкое ханство
После 1655 года российское правительство узаконило калмыцкие кочевья на Волге. Указом от 6 июля 1657 года территория их кочевий была определена в степных пространствах Поволжья: по западной стороне Волги — от Астрахани до Царицына (современный Волгоград), по восточной — до Самары. Новым подданным разрешалось беспошлинно торговать в Черном Яру, Царицыне, Саратове, Самаре. С этого времени началось возвышение тайши Дайчина. Получив постоянную территорию для кочевий, при поддержке русской администрации он добился единовластия. В целях закрепления политического положения калмыцких тайшей Дайчин создал государственно-управленческий аппарат. В 1655 году Далай-лама V утвердил за Дайчином титул хана. В 1660 году в Москве был учрежден Калмыцкий приказ.
Наибольшего могущества Калмыцкое ханство добилось при современнике Петра Первого хане Аюке (годы правления 1672—1724). Волжские калмыки в это время продолжали поддерживать самые тесные связи со своими сородичами в Джунгарском ханстве, что не исключало междоусобных войн. Орда одного из родственников Аюки откочевала на Дон в 1670 году и влилась в состав донского казачества (часть этих калмыков приняла крещение). Аюка проводил активную самостоятельную внешнюю политику. К XVIII веку Калмыцкое ханство добилось заметных успехов в войнах с соседними народами. Военные действия ханства против хивинцев вынудило их признать свою зависимость от Аюки. В 1700 и 1712 годах Калмыцкое ханство и Империя Цин обменялись посольствами. Желая ещё больше укрепить свою власть и свои внешнеполитические позиции, Аюка вступил в дипломатические отношения с Далай-ламой V и получил от него в 1690 году ханский титул и печать. В целях подтверждения его лояльности российское правительство четырежды брало с него шертные записи: в 1673, 1677, 1681 и 1684 годах. Об авторитете самого Аюки свидетельствует то, что в 1697 году, накануне своей поездки за границу в составе «Великого посольства», Пётр I возложил на калмыцкого хана ответственность за безопасность южных границ российского государства. Аюка участвовал в подавлении Астраханского мятежа (1706), Булавинского восстания (1708), башкирского восстания (1710). Также Аюка неоднократно совершал победоносные походы против горцев Северного Кавказа.
Калмыцкая конница, сначала как союзническая, позже как нерегулярная часть русской армии, принимала участие во многих войнах Российской империи — в Северной войне (1700—1721, 3-тысячный отряд в Полтавской битве), в русско-турецких войнах, в русско-шведской войне (1741—1743), в семилетней войне (1756—1763), в персидском походе (1722—1723).
После смерти хана Аюки в феврале 1724 года развернулась борьба за ханский престол между Церен-Дондуком, Дорджи Назаровым, Дондук-Омбо и Дасангом. Ситуация осложнялась противостоянием с Казахским ханством, которое находилось в открытом конфликте с джунгарами. В 1724 года астраханский губернатор Волынский провозгласил ханом Церен-Дондука (1724—1735), но междоусобица не прекратилась. Весь девятилетний период правления Церен-Дондука характеризуется постоянными междоусобицами. 17 февраля 1731 года императрица Анна Иоанновна подтвердила ханский титул Церен-Дондука. С этого времени ханский титул присваивался правительством России. В 1731 году Дондук-Омбо разгромил ханские войска. Убедившись в слабости позиции Церен-Дондука, русское правительство приняло решение поддержать кандидатуру Дондук-Омбо (1735—1741). После смерти Дондук-Омбо в калмыцких улусах вновь началась борьба за ханскую власть. Новый астраханский губернатор В. Н. Татищев назначил наместником Дондук-Даши (1741—1761 гг.), давнего соперника Дондук-Омбо.

## Уход большей части калмыков на историческую родину
При хане Убаши (1761—1771) Екатерина II стала проводить политику укрепления центральной власти, что не могло не привести к ограничению ханской власти. В 1763 году был издан Манифест, положивший начало немецкой колонизации Нижнего Поволжья — на землях, которые калмыки считали своими появились поволжские немцы. Зима 1767—1768 гг. была снежной и морозной, в калмыцких улусах начался падёж скота. Бедствия народа усилил правительственный Указ 1768 года, запретивший продажу хлеба калмыкам в неустановленных местах. Начался массовый голод. Кроме того, российское правительство в целях облегчения мобилизации калмыков и привлечения их в боевых действиях русско-турецкой войны (1768—1774) запретило переходить им на восточный берег реки Волги. Сокращение территории кочевий калмыков правительственными указами вызвало истощение пастбищ. В улусах вновь начался падёж скота. После устройства укрепленной Царицынской линии в районе основных кочевий калмыков стали селиться тысячи семей донских казаков. Сужение района кочевий обостряло внутренние отношения в ханстве. В этих условиях распространение получила идея возврата на историческую родину — в Джунгарию, находившуюся на тот момент под властью маньчжурской империи Цин.
Торгутский побег или «Пыльный поход» готовился в течение ряда лет (1767—1770). 5 января 1771 году хан Убаши поднял улусы, кочевавшие по восточному Волги, и начали свой последний, кочевой гибельный путь в Центральную Азию. 3/4 калмыков (170 тыс.) покинули степи Северного Прикаспия. Этот поход обернулся национальной трагедией. В пути небольшой по численности калмыцкий этнос потерял погибшими в боях, от ран, холода, голода, болезней, а также пленными более 100 000 человек, лишился почти всего скота — основного богатства.
В октябре 1771 года Екатерина II упразднила Калмыцкое ханство. Нойоны улусов, оставшихся на западном берегу Волги, стали подчиняться Экспедиции калмыцких дел, в каждый улус был назначен пристав. Небольшие группы калмыков вошли в состав Уральского, Оренбургского и Терского казачьих войск. В конце XVIII века калмыки, жившие на Дону, были зачислены в казачье сословие Области войска Донского.
В 1786 году был закрыт калмыцкий суд (зарго), все уголовные и гражданские дела были переданы уездным судам.
Во время правления Павла I правительство на короткое время восстановило звание наместника ханства, назначив таковым Чучея Тундутова, владельца Малодербетовского улуса. Вместе с этим был восстановлен суд Зарго из восьми членов. Однако всей полноты власти, которую имели калмыцкие ханы и наместники ханства до него, Тундутов не получил. После его смерти в 1803 году правительство не утвердило его завещания и окончательно покончило с институтом ханской власти в Калмыкии.

## Калмыкия после ликвидации Калмыцкого ханства
Для управления калмыцкой степью правительство создало свою систему — институт приставства. Главный пристав ведал всеми калмыцкими делами. В улусах при владельцах состояли частные приставы. Институт приставства, в первой половине XIX века был преобразован в институт попечительской опеки. Согласно Правилам для управления калмыцкого народа 10 марта 1825 года управление калмыками было окончательно передано из Министерства иностранных дел в ведомство Министерства внутренних дел. Калмыкия наделялась статусом, приравненным к области — административно-территориальной единицы, введенной в России в 1822 году и в составе Астраханской губернии. Управление калмыцким народом разделено на областное, окружное и улусное, в соответствии с которым учреждены органы управления и суды: Комиссия калмыцких дел, Зарго и Улусные суды. Комиссия калмыцких дел осуществляла надзор за владельцами улусов, за нижестоящими органами, за своевременностью и полнотой уплаты налогов и сборов. Комиссия калмыцких дел состояла под председательством гражданского губернатора из вице-губернатора, главного калмыцкого пристава, губернского прокурора и двух калмыцких депутатов (один представитель знати, другой — от духовенства), которые избирались от своих сословий. Комиссия находилась в Астрахани и была подчинена Главноуправляющему с зависимостью от Министерства внутренних дел. На суд Зарго возлагались функции окружного органа управления. В Зарго судопроизводство должно было осуществляться в соответствии с калмыцкими законами и обычаями. Зарго выступал высшей апелляционной инстанцией по отношению к улусным судам. Но фактически Зарго работал под контролем исполнительного органа — главного пристава калмыцкого народа. Низовое звено в системе управления Калмыкии по Правилам 1825 года составляли улусные управления, которые возглавлялись владельцами улусов или правителями в казенных улусах.
В 1834 году было принято новое Положение, согласно которому приставы стали именоваться попечителями, Комиссия калмыцких дел была заменена Управлением калмыцким народом, нойонам и зайсангам было запрещено делить улусы между детьми. По предложению Министерства внутренних дел главного попечителя назначал император, а председателя Зарго — по представлению Министерства юстиции. Собрания нойонов и зайсангов выбирали представителей из своей среды в Совет управления и в заседатели Зарго. Управление калмыцким народом осуществляли Астраханский военный губернатор, Главный попечитель калмыцкого народа, Совет управления калмыцким народом, под председательством главного попечителя, суд Зарго, Ламайское духовное правление.
В 1847 году управление калмыками было передано от Министерства внутренних дел Министерству государственных имуществ. В высшем административном отношении Калмыкия подчинена астраханскому губернатору. Непосредственное управление калмыками поручалось управляющему астраханской палатой государственных имуществ, который получил звание главного попечителя калмыцкого народа. В Астраханской палате государственных имуществ было создано специальное управление по калмыцким делам. В его состав входил депутат от калмыцкого народа, избираемый владельцами и аймачными зайсангами сроком на 3 года и утверждаемого министром государственных имуществ. Совет калмыцкого управления, областной суд Зарго упразднялся.
В 1860 году был переподчинен Ставропольской губернии Большедербетовский улус, в результате калмыцкий народ был административно разделён. До этой даты все улусы Калмыцкой степи входили в состав Астраханской губернии.
В 1892 году были отменены обязательные отношения крестьян и феодалов.

### Участие калмыков в войнах России конца XVIII—XIX веков
После откочевки значительной части калмыков из России в Джунгарию в 1771 году и ликвидации Калмыцкого ханства оставшаяся часть калмыков уже не могла играть роль значительной военной силы на Северном Кавказе. Так, если до 70-х годов XVIII века только волжские калмыки могли во время войны снарядить от 20 до 40 тысяч всадников, то теперь же они могли с большим трудом скомплектовать не более 5 тысяч человек. Однако и после ухода большей части калмыков в Джунгарию правительство Российского государства продолжало активно привлекать оставшихся на территории страны калмыков на военную службу.
В 1778 году калмыцкий отряд действовал в Крыму в войсках генерал-поручика А. В. Суворова. В русско-шведской войне (1788—1790 гг.) принимал участие отряд калмыков, проживавших в районе Ставрополя-на-Волге, в количестве 150 человек. Весной и летом 1779 года калмыки принимают самое активное участие в отражении набегов кабардинцев и крымских татар на российские крепости и населенные пункты, которые располагались на Азово-Моздокской укрепленной линии. В 80-90-х гг. XVIII века в связи с русско-турецкой войной 1787—1791 гг. и третьим разделом Речи Посполитой в 1795 году постоянно мобилизовывались калмыки Чугуевского конно-казачьего полка.
В Отечественной войне 1812 года Калмыцкая степь выставила три конных полка, а также отдельно от них участвовали в боях с французской армией калмыки Области Войска Донского.

### Русская колонизация Калмыкии
Начало русской колонизации Калмыкии положил указ царя Николая I от 30 декабря 1846 года О заселении дорог на калмыцких землях. Под дорогами понимались прежде всего Царицынский (между Царицыном и Ставрополем) и Крымский (между Астраханью и Новочеркасском) тракт. Одним из первых в 1849 году было основано село Плодовитое (тогда Малодербетовский улус, а ныне Малодербетовский район). Его первыми жителями стали выходцы из Воронежской губернии. В 1850 году появилось село Приютное (тогда Малодербетовский улус, а ныне центр Приютненского района). Большой импульс русской колонизации придала отмена крепостного права в России в 1861 году. Уже в 1862 возле родника Бортха поселился крестьянин из Воронежской губернии Степан Кийков, который положил начало городу Элиста (современная столица Калмыкии).
Помимо русских территорию Калмыкии осваивали немцы и эстонцы из российской Прибалтики: так в 1877 году появилось поселение Либенталь, где вскоре появилась кирха, фабрика и кирпичный завод. Ныне это центр Яшалтинского района. В 1878 году было основано поселение Немецко-Хагинское (Яшалтинский район). Его уроженцы в 1926 году создали поселение Нейфельд (Яшалтинский район). Впоследствии немецкое население Калмыкии было депортировано в 1941 году.

### Калмыкия на рубеже XIX—XX веков
Поощряемые российским правительством калмыки переходили от кочевого быта к оседлому. Одним из первых калмыцких поселений стало Башанта, основанное в 1871 году. Тогда эта территория относилась к Ставропольской губернии. В Элисте для образования калмыцких детей в 1907 году была построена Улусная школа.
На начало XX века калмыки жили в трех регионах России: Астраханская губерния (Александровский, Багацохуровский, Икицохуровский, Эркетеневский, Манычский, Малодербетовский, Харахусовский и Яндыко-Мочажный улусы, а также посёлок Калмыцкий Базар), Ставропольская губерния (Большедербетовский улус) и Область войска Донского (Сальском округе). Кроме того, отдельные группы калмыков входили в состав Оренбургского и Терского казачьих войск. Общая численность калмыцкого населения в дореволюционный период оценивалась около 200 000 человек.
После Февральской революции и свержения монархии в России в Астрахани с 26 по 31 марта 1917 года состоялся I съезд представителей калмыцких улусов, который избрал «Центральный комитет по управлению калмыцким народом Астраханского края». Основным решением съезда была подготовка калмыцкого народа к предстоящему Учредительному собранию. В Большедербетовском улусе Ставропольской губернии был создан Улусный комитет общественной безопасности, во главе с Лиджи Карвиным. Донские калмыки в мае 1917 года сформировали Национальный совет.
В июне 1917 года в Астрахани на совещании делегатов астраханских, ставропольских, донских и кумских калмыков был поднят вопрос об объединение калмыков. Съезд признал необходимость создать одну калмыцкую, самоуправляющую единицу с предоставлением ей широкой автономией.
В 1918 году после установления в Астрахани советской власти при губисполкоме была создана Калмыцкая секция. 1-3 июля 1918 года состоялся 1-й Калмыцкий исполком. Председателем исполкома был избран А. Чапчаев.
С началом Гражданской войны юг России стал одним из главных театров сражений между Красной Армией и Добровольческой армией Деникина и белоказачьей армией Краснова. Калмыцкий князь Данзан Тундутов предпринял попытку создания Калмыцкого войска по образцу Войска Донского. В противостоянии красных и белых он принял сторону казаков, на стороне которых сражалась созданная им Астраханская армия.

## Калмыцкая автономная область
22 июля 1919 года вышло подписанное В.И. Лениным «Воззвание к трудовому калмыцкому народу», в котором вопрос об объединении калмыцкого народа и провозглашении автономии Калмыкии передавался на усмотрение будущего Общекалмыцкого съезда Советов. В 1919 году в Саратове начала печататься первая газета на калмыцком языке Улан хальмг. На первом общекалмыцком съезде Советов, проходившем со 2 по 9 июля 1920 года в Чилгире, была провозглашена Калмыцкая автономная область. Съезд утвердил «Декларацию прав калмыцкого трудового народа». В пределы Калмыкии были переселены оренбургские, кумские, частично донские калмыки.
В результате Гражданской войны калмыцкий народ был расколот. Калмыки, участвовавшие в белом движении, эмигрировали в Югославию, Болгарию, Францию и другие западные страны. Это не могло сказаться на численности населения. В 1926 году согласно официальной переписи населения в СССР насчитывалось 129321 калмыка, а к 1939 года их их число возросло до 134402.
В 1928 году начал выходить первый журнал на калмыцком языке Мана келн («Наш язык»). 
В начале 1930-х годов в ходе антирелигиозной кампании были закрыты и разрушены десятки буддийских хурулов и православных церквей, утрачены многие литературные, исторические и архитектурные памятники.
Коллективизация в СССР коснулась Калмыкии: с 1929 года было проведено раскулачивание хозяйств, имеющих скот от 40 голов и выше. Конфискованный скот (в пересчете на крупный рогатый скот) составил 61 623 гол., из них 14,5 % в количестве 8935 гол. (в том же пересчете) были переданы деревенской бедноте. 50 % конфискованного скота передавалась совхозам, 35 % — колхозам. Из конфискованного скота на укрепление действующих и организацию трех новых совхозов было передано 82 990 овец, 2797 коров, 760 волов, 183 лошади, 176 верблюдов, колхозы получили 335 лошадей, 395 верблюдов, 720 волов, 4209 голов крупного рогатого скота.
В 1932 году в Элисте был построен Дом Советов в стиле конструктивизм.

## Калмыцкая АССР
В 1935 году Калмыцкая автономная область была преобразована в Калмыцкую автономную советскую социалистическую республику. В 1941 году был учрежден Калмыцкий научно-исследовательский институт.

### Калмыкия в годы Великой Отечественной войны
В период Великой Отечественной войны летом 1942 года значительная часть Калмыкии была оккупирована немецкими войсками, но уже к январю 1943 года Советская Армия освободила территорию республики. 21 ноября 1942 года после упорных боев была освобождена Хулхута, 27 декабря — Яшкуль. 1 января 1943 года ударная группа 28-й армии овладела Элистой и вышла на рубеж Ремонтное — Приютное. Воины Калмыкии мужественно сражались на фронтах Великой Отечественной войны и в партизанских отрядах в степях Калмыкии, в Белоруссии, на Украине, Брянщине и др. В боях за Дон и Северный Кавказ отличилась 110-я Отдельная Калмыцкая кавалерийская дивизия.
Тема участия калмыцкого народа в Великой Отечественной войне долгое время в СССР и некоторое время в Российской Федерации была под неким негласным политическим табу в связи с проблемой «калмыцкого вопроса» — перехода части населения на сторону нацистской Германии. Мнимость такого запрета очевидна, поскольку, несмотря на имевший место коллаборационизм (например, Калмыцкий кавалерийский корпус), большая часть калмыков героически защищала свою родину в рядах Красной Армии (среди калмыков много получивших различные награды за боевые заслуги, в том числе Герои Советского Союза).
Обвинение калмыцкого народа в предательстве опровергается массовым героизмом калмыков на фронте и в тылу. Так, за мужество и отвагу несколько десятков тысяч воинов, в том числе 700 женщин, награждены орденами и медалями. 22 уроженца Калмыкии удостоены звания Героя Советского Союза.
Калмыки, Герои Советского союза: Бадмаев Э. Л., Басанов Б. М., Городовиков Б. Б., Городовиков О. И., Деликов Э. Т., Манджиев Л. И., Санджиров Н. М., Сельгиков М. А., Хечиев Б. М. 6 воинов Калмыкии были удостоены высокой чести участвовать 24 июня 1945 г. в историческом Параде Победы на Красной площади в Москве. Уроженцы Калмыкии, Герои Советского союза: Баташев Н. И., Воробьёв Н. Т., Гермашев И. В., Жигульский К. М., Зигуненко И. Ф., Крынин С. М., Лазарев Г. М., Лопатин А. А., Мергасов В. В., Метяшкин А. Г., Попов Ф. Г., Пяткин Г. Я., Турченко П. А., Храпов Н. К.
За военный период 1941—1943 гг. Калмыцкая АССР направила на фронт 38 778 человек, а с учетом проходивших до начала войны действительную военную службу на фронтах Великой Отечественной войны сражалось 43 210 уроженцев республики. Кроме них, около 300 человек активно участвовали в разведывательно-диверсионных отрядах, действовавших в тылу врага на оккупированной территории Калмыцкой АССР, Сталинградской и Ростовской областей, Орджоникидзевского края. За это же время республика поставила в Красную Армию почти 30 тыс. лошадей, сотни тысяч тонн мяса и рыбной продукции, зерна и другой продукции сельского хозяйства, значительное количество теплых вещей, белья, обуви, а также сдала более 100 млн руб.

### Ликвидация национальной автономии
27 декабря 1943 года вышел Указ Президиума Верховного Совета СССР «О ликвидации Калмыцкой АССР и образовании Астраханской области в составе РСФСР». 28 декабря 1943 года было издано постановление Совета Народных Комиссаров СССР за № 1432/425сс «О выселении калмыков, проживающих в Калмыцкой АССР», которое устанавливало порядок выселения калмыков в Алтайский и Красноярский края, Омскую и Новосибирскую области. В декабре 1943 года калмыки были незаконно депортированы в Сибирь. Депортация калмыков рассматривалась как мера наказания за якобы имевшее место массовое противодействие органам Советской власти, борьбу против Красной Армии.
Депортация стала национальной катастрофой. С момента депортации и до апреля 1946 года значилось 14 343 умерших калмыцких поселенцев. При этом рождаемость среди калмыков была крайне низкой. Из 97—98 тысяч депортированных калмыков в ссылке с 1943 по 1950 год умерло более 40 тысяч человек.
Депортация калмыцкого народа автоматически привела к ликвидации национальной автономии. В 1944 году Калмыцкая АССР прекратила своё существование. Её территория была передана Астраханской, Ростовской и Сталинградской областям и Ставропольскому краю.
В 1956 году калмыки были реабилитированы.

### Послевоенный период
После окончания войны острой в связи с депортацией калмыцкого народа стала проблема рабочей силы. В первые послевоенные годы в ряде районов не хватало чабанов, скотников, трактористов, счетных и других работников. Проводились меры по привлечению населения из соседних областей. Около 300 семей были вселены в Западный, около 500 — в Степновский и другие районы бывшей Калмыцкой АССР. В этот период были проведены активные работы по созданию лесозащитных насаждений. Для механизации трудоемких работ по созданию гослесополосы Сталинград — Степной — Черкесск и закладке дубрав были организованы лесозащитные станции (Ергенинская, Прудовая, Восточная, Троицкая, Степная). В целях разработки агротехники, выращивания лесонасаждений в условиях крайне засушливых степей Европейского юго-востока в Степном была организована Степновская (ныне Калмыцкая) научно-исследовательская лесная опытная станция.
Активное восстановление разрушенного войной народного хозяйства началось после восстановления калмыцкой автономии. Калмыцкая автономия была воссоздана в два этапа: 9 января 1957 как автономная область в состав Ставропольского края, а 29 июля 1958 как АССР. Область была восстановлена в измененном составе (10 сельских районов — Западный, Яшалтинский, Приютненский, Сарпинский, Приозерный, Целинный, Каспийский, Яшкульский, Юстинский, Черноземельский) с центром в Элисте. Общая площадь равнялась 75,9 тыс. км². Население (по переписи 1959 г.) составляло 184,9 тыс. человек. В марте 1957 года состоялись выборы в местные Советы. Были избраны областной, районные, сельские и поселковые Советы депутатов трудящихся.
 В течение 1957—1959 годов из различных районов Сибири, Средней Азии и Казахстана в родные степи возвратилось 18 158 семей (72 665 человек), из которых трудоспособного населения было 30 056 человек. В Калмыкии широко развернулось жилищное строительство. Вновь отстраиваются районные центры: Цаган-Аман, Яшкуль, Советское; поселки Ульдючины, Буранный, Южный, Малый, Целинный, десятки новых совхозных и колхозных поселков.
В августе 1959 года было отпраздновано 350-летие добровольного вхождения калмыцкого народа в состав Российского государства
В 1962 году столица Калмыкии Элиста и Сарпинский район впервые получили электроэнергию от государственных систем. В 1963-64 годах была построена и сдана в эксплуатацию автомагистраль Дивное—Элиста
В 1964 году на базе Калмыцкого отделения Ставропольского пединститута был создан Калмыцкий педагогический институт, преобразованный в 1970 году в Калмыцкий государственный университет.
В 1965 году был образован Ики-Бурульский район, в 1970 году — Малодербетовский, в 1977 году — Октябрьский.
В 1970 — 80-е годы увеличивается численность овец и КРС, однако недоучёт естественных ограничений численности скота привело к опустыниванию и образованию обширных массивов открытых песков. В 1988 году Калмыкия была объявлена зоной экологического бедствия. Непродуманные проекты по орошению степи привели к подъёму уровня грунтовых вод, вторичному засолению и подтоплению ряда населённых пунктов.
В 1990 году была принята декларация о суверенитете и преобразовании Калмыкии в союзную республику (ССР).

## Современная Калмыкия
В 1993 году первым президентом Республики Калмыкия был избран Кирсан Илюмжинов.
В 1994 году было принято «Степное Уложение (Конституция) Республики Калмыкия», названое так в память «конституции» Джунгарского ханства, которое подтвердило статус республики как субъекта и неотъемлемой части Российской Федерации, одновременно декларируя преемственность Джунгарское ханство — Республика Калмыкия.

В 1998 году в Элисте была проведена XXXIII Всемирная шахматная Олимпиада.
В 2009 году отмечалось 400-летие добровольного вхождения калмыцкого народа в состав Российского Государства.
Калмыкия пережила две волны массовых протестов. Первая, в конце девяностых и начале двухтысячных, была направлена против президента республики Кирсана Илюмжинова. Вторая — в 2019 году, против назначения мэром Элисты бывшего первого вице-премьера ДНР Дмитрия Трапезникова.